# Cheong Jun Hoong
Jun Hoong Cheong (Batu Gajah, 16 aprile 1990) è una tuffatrice malese.
Vincitrice di una medaglia d'argento ai Giochi olimpici di Rio de Janeiro 2016, ha poi a sorpresa conquistato l'oro l'anno dopo ai campionati mondiali di Budapest nella piattaforma da 10 metri.

## Palmarès
- Giochi olimpici

Rio de Janeiro 2016: argento nel sincro 10 m
- Mondiali

Budapest 2017: oro nella piattaforma 10 m e bronzo nel sincro 10 m.
- Campionati asiatici di nuoto

Dubai 2012: bronzo nel trampolino 3 m e nel sincro 3 m.